# 胡寧 (羽毛球運動員)
胡寧（1972年10月21日—），是一名中國已退役女子羽球運動員。

## 簡歷
胡寧在1993年的全運會羽球比賽女子單打排名第二。 同年，她在中國羽球公開賽上獲得女子單打第三名。在1991年、1993年和1995年，她參加了世界羽球錦標賽女子單打比賽，並在1993年和1995年獲得第九名，是她最好的成績。1994年，她獲得汶萊羽球公開賽女子單打亞軍。
她曾代表中國隊參加1992年優霸盃國際女子團體賽，獲得冠軍。